# Rutongo
Rutongo ist eine Stadt im Sektor Masoro des Distrikts Rulindo im Außenbereich der ruandischen Hauptstadt Kigali und liegt ca. 10 km von dieser entfernt. Sie ist neben Kigali das kulturelle Zentrum des Landes.
Das Unternehmen Rutongo Mines baut hier eine Kassiterit-Lagerstätte ab.
Die Stadt ist der Sitz des Rutongo Major Propädeutic Seminary.

## Bibliografie
- Approche socio-économique : secteur artisanal, Commune de Rutongo, Association de coopération et de recherche pour le développement (Rwanda), 1987, 194 p.